# Euodynerus breviventris
Euodynerus breviventris är en stekelart som beskrevs av Giordani Soika 1951. Euodynerus breviventris ingår i släktet kamgetingar, och familjen Eumenidae. Inga underarter finns listade i Catalogue of Life.